# Davor Derenčinović

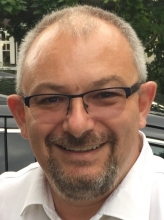
Davor Derenčinović (2014)

Davor Derenčinović (* 7. August 1970 in Zagreb) ist ein kroatischer Jurist. Er ist seit 2022 Richter am Europäischen Gerichtshof für Menschenrechte (EGMR).

## Leben und Wirken
Derenčinović studierte  Rechtswissenschaften an der Universität Zagreb, wo er 1998 seinen Abschluss machte. 2000 wurde er dort mit einer antikorruptionsrechtlichen Schrift zum Dr. iur. promoviert. Anschließend war er an der dortigen rechtswissenschaftlichen Fakultät als wissenschaftlicher Assistent tätig, bevor er 2006 zum Assistenzprofessor und 2009 schließlich zum ordentlichen Professor auf einem strafrechtlichen Lehrstuhl aufstieg. 2011 wurde er Leiter der strafrechtlichen Abteilung der Zagreber rechtswissenschaftlichen Fakultät. Von 2008 bis 2011 fungierte er als Präsident der kroatischen Vereinigung für Strafrecht und Strafrechtspraxis. 2009 wurde er Mitglied der Expertengruppe GRETA, die vom Europarat zur Bekämpfung des Menschenhandels eingerichtet worden war. Nachdem er 2017 Vizepräsident der GRETA geworden war, war er von 2019 bis 2021 deren Präsident. Von 2010 bis 2021 war er zudem Ad hoc-Richter am EGMR. Von 2018 bis 2021 war Derenčinović außerdem Präsident der kroatischen Akademie der Rechtswissenschaften.
Im Juni 2022 wurde er als Nachfolger von Ksenija Turković als Vertreter Kroatiens zum Richter am Europäischen Gerichtshof für Menschenrechte gewählt. Er trat seine voraussichtlich bis 2031 dauernde Amtszeit am 2. Januar 2022 an.
Als Rechtswissenschaftler liegen seine Schwerpunkte vor allem im internationalen Strafrecht und der Strafrechtsvergleichung, insbesondere in Bezug auf den Opferschutz, das Anti-Terror-Recht sowie im Bereich des Menschenhandels.